# 埃皮道特峰
埃皮道特峰（英語：Epidote Peak）
是南極洲的山峰，位於杜費克海岸，處於赫爾德冰川終點以北，屬於伊麗莎白女王嶺的一部分，俯瞰沙克爾頓冰川西岸，現時由南極條約體系管理。